# Michele Cristinzio
Michele Cristinzio (Monteroduni, 12 aprile 1904 – Ercolano, 1989) è stato un botanico italiano.

## Biografia
È stato titolare della cattedra di Patologia Vegetale dell'Università degli studi di Napoli Federico II, dal 1948 fino al 1974, anno in cui il capo dello Stato Giovanni Leone lo nominò Commendatore dell’Ordine della Repubblica Italiana, e preside della Facoltà di agraria dal 1955 al 1961 e dal 1969 al 1975. Fu inoltre direttore della biblioteca di agraria nella sede di Portici dal 1966 al 1971.
Nel 1971 fu insignito dall'allora presidente della repubblica Giuseppe Saragat, della medaglia d'oro per i Benemeriti della scuola, della cultura e dell'arte. Nel 1980 fu invece Sandro Pertini a conferirgli l'onorificenza di Grande Ufficiale Ordine al Merito della Repubblica Italiana.
Si dedicò principalmente agli ambiti biologici, genetici, epidemiologici e fitoiatrici delle piante erbacee e arboree dell’Italia meridionale.